# Krätzental
Das Krätzental ist ein Trockental auf dem Härtsfeld in Baden-Württemberg. Es ist ein Landschaftsschutzgebiet und gehört zum Flusssystem der Egau.

## Lage
Das Schutzgebiet liegt westlich von Elchingen, einem Stadtteil von Neresheim, und nördlich von Großkuchen, einem Stadtteil von Heidenheim an der Brenz. Es ist in zwei Gebiete unterteilt, da es sich über den Ostalbkreis (17 ha) und den Landkreis Heidenheim (51 ha) erstreckt. Es schließt nördlich direkt an das Landschaftsschutzgebiet Kugeltal, Ebnater Tal, Teile des Heiligentals und angrenzende Gebiete an, welches noch etwa einen Kilometer des eigentlichen Krätzentals umfasst. Das eigentliche Krätzental beginnt bei der Vereinigung des von Beuren kommenden Ebnater Tals und des von Waldhausen kommenden Heiligentals, auch Krummental genannt, und endet mit der Vereinigung des von Rotensohl kommenden Hirntals zum Neresheimer Tal bei Großkuchen.
Außerdem umschließt das Landschaftsschutzgebiet den nördlichen Teil des Naturschutzgebietes Buchhalde-Neresheimer Tal.

## Schutzzweck

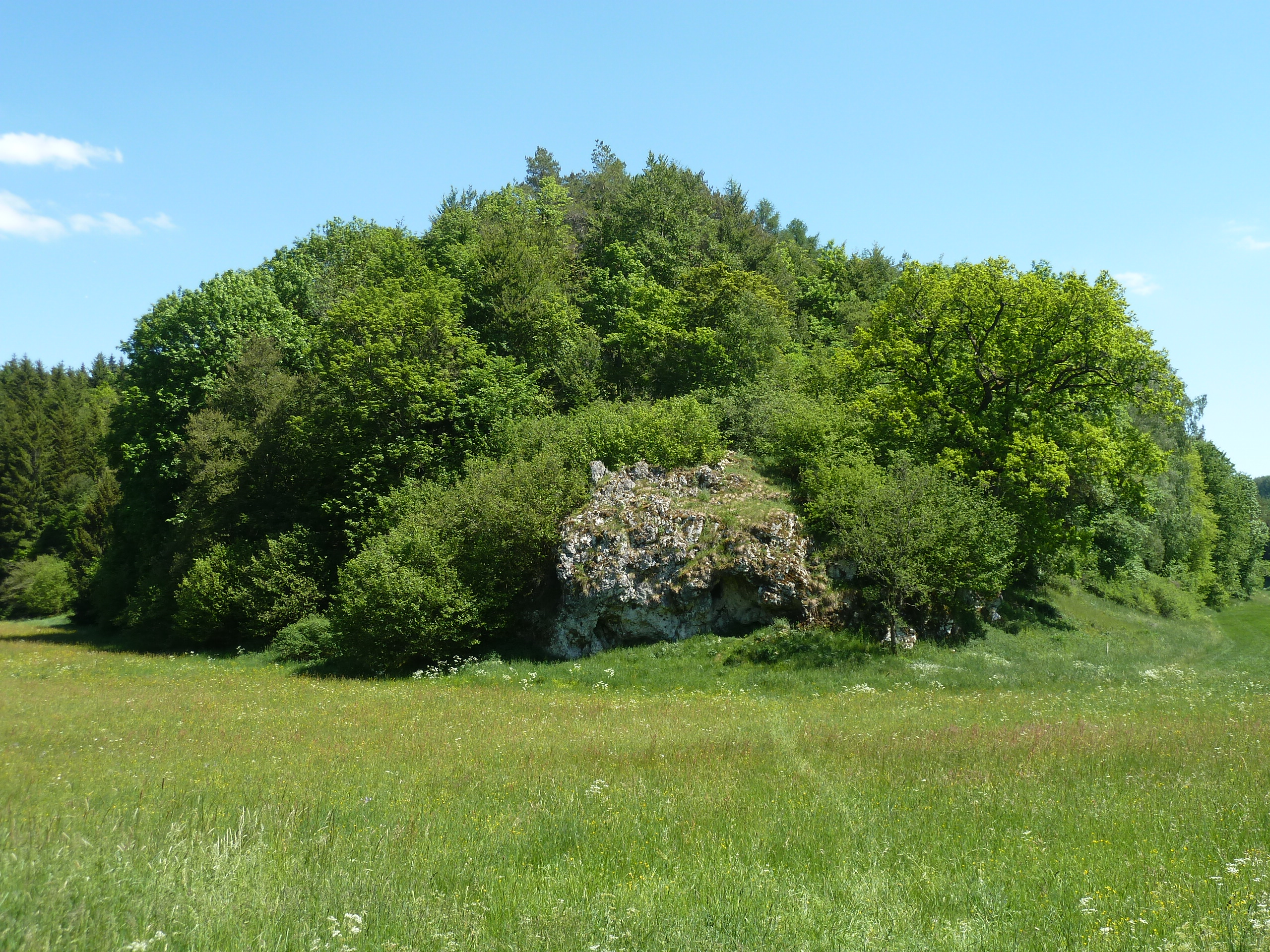
Hohler Stein

Das Krätzental, welches ein Trockental der Ur-Egau ist, besitzt schützenswerte Talwiesen und Hangwälder mit Felsformationen. So zum Beispiel der Hohle Stein, ein Felsen mit kleiner Höhle.